# Philadelphia, Pensilvanija
Philadelphia (nepriporočljivo poslovenjeno Filadelfija je največje mesto v ameriški zvezni državi Pensilvaniji in šesto največje v Združenih državah Amerike. Po ocenah iz leta 2008 ima mesto 1,45 milijona prebivalcev, celotno velemesto pa več kot 5,8 milijona, kar ga uvršča na peto mesto med ameriškimi velemesti.
Ime mesta izhaja iz grščine in pomeni bratska ljubezen (philos, ljubezen, in adelphos, brat). Mesto je bilo družbeno in geografsko srediče prvotnih 13 ameriških kolonij. V Philadelphii so se oblikovale ključne ideje in zvrstili dogodki, ki so privedli do ameriške revolucije in razglasitve neodvisnosti. Sprva je bila Philadelphia tudi največje mesto novonastalih Združenih držav. Po ratifikaciji ameriške ustave je služila kot začasno glavno mesto Združenih držav med letoma 1790 in 1800, dokler ni bilo zgrajeno novo glavno mesto Washington.

## Znani Philadelphijčani
- Kevin Bacon - igralec
- William Philips Biddle - general marincev
- Wilt Chamberlain - košarkar lige NBA
- Noam Chomsky - jezikoslovec in politični aktivist
- Bill Cosby - igralec humorističnih vlog in producent
- Billie Holiday - jazz vokalistka
- Grace Kelly - igralka in monaška princesa
- Samuel Loyd - problemist, ugankar in razvedrilni matematik
- George Brinton McClellan - general
- Samuel Nicholas - častnik marincev
- Pink - pevka
- Vera Cooper Rubin - astronomka
- Will Smith - filmski igralec in raper
- Charles Tyson Yerkes - poslovnež
- Jacob Zeilin - general marincev

## Pobratena mesta
Philadelphia ima deset pobratenih mest:
- Firence, Italija (1964)
- Tel Aviv, Izrael (1966)
- Torunj, Poljska (1976)
- Tianjin, Ljudska republika Kitajska (1980)
- Inčon, Južna Koreja (1984)
- Douala, Kamerun (1986)
- Kobe, Japonska (1986)
- Nižni Novgorod, Rusija (1992)
- Abruzzo, Italija (1997)
- Aix-en-Provence, Francija (1999)

Philadelphia ima tudi sklenjeno partnerstvo za mir z Mosulom v Iraku.